# Eugen Dostál
Eugen Dostál (23. prosince 1889, Příbor – 27. ledna 1943, Brno) byl český historik umění, výtvarný kritik a vysokoškolský pedagog.

## Život
Od roku 1908 studoval na Vídeňské univerzitě práva a od roku 1910 také dějiny umění na Ústavu pro rakouský dějezpyt ("Institut für Österreichische Geschichtsforschnung", prof. Franz Wickhoff, Alois Riegl). Roku 1914 obhájil rigorózní práci Die gotische Architektur in Rom. Od roku 1919 do roku 1926 působil jako zemský konzervátor při Státním památkovém úřadu pro Moravu a Slezsko v Brně.
Od roku 1921 byl soukromým docentem, 1923 řádným docentem, 1927 mimořádným profesorem, 1928 řádným profesorem dějin umění na Masarykově univerzitě v Brně. Byl zakladatelem Semináře dějin umění (1927-1943), děkanem (1937-1938) a proděkanem (1938-1939) Filozofické fakulty Masarykovy univerzity. V letech 1938-1942 působil jako externí profesor dějin umění na bratislavské univerzitě.
Byl výtvarným referentem Lidových novin, Moravské orlice, Moravských novin a Radiojournalu Brno (1929-1940), aktivním členem Kruhu pro pěstování dějin umění.

### Rodinný život
Dne 2. července 1940 se v Brně oženil s Olgou Heberovou (1906–1980).

## Dílo
Zabýval se zprvu italskou gotickou architekturou, českými iluminovanými rukopisy 14. století a gotickými madonami. Je autorem monografie o Václavu Hollarovi. Roku 1932 objevil v kapli Matky Boží poblíž hradu Veveří v nepůvodním rokokovém rámu vzácný raně gotický obraz Madony. O svém nálezu publikoval článek v německém deníku Prager Presse.
Sepsal katalog kroměřížské arcibiskupské obrazárny a publikoval stať o Tizianově obrazu Apollo a Marsyas. Později se věnoval také modernímu umění (Bohumil Kubišta, Antoš Frolka, Jaroslav Veris) a publikoval medailony historiků umění Karla Boromejského Mádla, Vojtěcha Birnbauma a Karla Chytila.